# Публий Сатурей
Публий Сатурей (лат. Publius Satureius; II век до н. э.) — римский политический деятель, один из народных трибунов 133 года до н. э.
Публий Сатурей был в числе противников другого трибуна того же года — Тиберия Семпрония Гракха. В день решающего столкновения именно он нанёс Гракху первый удар ножкой скамьи, когда тот, поскользнувшись во время бегства, упал на трупы своих сторонников. О дальнейшей судьбе Публия Сатурея ничего не известно.
Сатурей действует в романе Милия Езерского «Гракхи».